# Ecuațiile Navier–Stokes
Ecuațiile Navier–Stokes, numite așa după Claude-Louis Navier și George Gabriel Stokes, 
descriu mișcarea fluidelor. Aceste ecuații au luat naștere prin aplicarea legii a doua a lui Newton la mișcarea fluidelor împreună cu ipoteza că tensiunea fluidului este proporțională cu gradientul vitezei (fluid Newtonian), la care se adaugă gradientul presiunii.
Ecuațiile Navier-Stokes sunt folosite în foarte multe domenii ale mecanicii fluidelor pentru a modela, de exemplu, mișcarea curenților atmosferici, ai curenților oceanici, curgerea fluidelor prin tuburi, curgerea aerului în jurul unei aripi de avion, pentru mișcarea din interiorul stelelor, miscarea galaxiilor, etc.  Ecuațiile Navier-Stokes, în formă completă sau simplificată, sunt de asemenea folositoare la proiectarea avioanelor și mașinilor, la studiul curgerii sângelui prin vene, la proiectarea stațiilor de putere, la analiza poluării mediului înconjurător, etc. Cuplate cu ecuațiile lui Maxwell ele pot fi folosite la modelarea și studiul magnetohidrodinamicii. De asemenea, aceste ecuații sunt studiate din punct de vedere pur matematic. Nu s-a reușit încă să se demonstreze pentru cazul tridimensional existența soluțiilor, sau dacă ele există, conțin sau nu singularități sau discontinuități. Aceasta este numită problema de existență și netezime Navier-Stokes.
Ecuațiile Navier-Stokes dau viteza și nu poziția unui element de fluid. O soluție a ecuațiilor Navier-Stokes este numită câmpul de viteze, care reprezintă viteza fluidului într-un punct din spațiu și timp. O dată ce este cunoscut câmpul de viteze, se pot obține și alte mărimi de interes. Acest lucru este diferit de ceea ce știm din mecanica clasică, unde soluțiile erau traiectorii ale elementelor de fluid. Determinarea vitezelor în loc de poziții are mai mult sens în mecanica fluidelor, totuși, pentru vizualizare se trasează traiectoriile elementelor de fluid.

## Proprietăți

### Neliniaritatea
Ecuațiile Navier-Stokes, în cele mai multe situații, sunt ecuații cu derivate parțiale neliniare. În unele cazuri, precum curgere unidimensională sau fluid Stokes, ecuațiile se pot simplifica și aduse la forma liniară. Neliniaritatea face ca rezolvarea ecuațiilor să fie mult mai dificilă, sau chiar imposibilă, cum este cazul scurgerii turbulente.
Neliniaritatea într-un fluid se datorează în special accelerației convective, indiferent dacă curgerea fluidului este laminară sau turbulentă. 

### Turbulența
Turbulența este comportarea haotică dependentă de timp observată în curgerea fluidelor, și se crede că această comportare se datorează inerției fluidului considerat ca un tot. Acolo unde efectele inerțiale ale fluidului sunt mici, curgerea lui tinde spre o curgere laminară, numărul Reynolds arătând cât de mult este afectată curgerea fluidului de inerția lui. De asemenea se crede, dar nu se știe cu ceritudine, că ecuațiile Navier-Stokes descriu corect curgerea turbulentă.
Rezolvarea numerică a ecuațiilor Navier-Stokes, pentru cazul turbulent, este extrem de dificilă, datorită diferențelor semnificative dintre scările de lucru implicate într-o astfel de mișcare. Astfel, o soluție numeric stabilă cere o rețea atât de fină încât calculul devine imposibil de realizat. Încercarea de a rezolva curgerea turbulentă prin intermediul curgerii laminare, rezultă într-o soluție nestaționară în timp și neconvergentă. De aceea, în practică, pentru astfel de calcule (CFD), se folosește o ecuație de mediere a timpului precum ecuația de mediere Navier-Stokes-Raynolds (RANS), suplimentată cu un model de turbulență, precum modelul k-ε. O altă tehnică de a rezolva numeric ecuațiile Navier-Stokes este simularea cu vârtejuri (LES), aceasta fiind mai costisitoare decât metoda RANS, dar produce rezultate mai bune, deoarece scările turbulente mari sunt rezolvate explicit.

### Aplicabilitate
Împreună cu ecuația de continuitate (conservarea masei) și formularea corectă a condițiilor la limită, ecuațiile Navier-Stokes modelează cu acuratețe curgerea fluidului, chiar și a curgerilor turbulente, deși în medie, pentru a fi în acord cu observațiile reale.
Ecuațiile Navier–Stokes presupun că fluidul studiat este un mediu continuu care nu se mișcă cu viteză relativistă. La scară foarte mică sau în condiții extreme, evident fluidul nu mai poate fi considerat continuu, și soluțiile ecuațiilor Navier-Stokes vor fi diferite de cele ale mediilor continue. În aceste cazuri, mult mai apropiate de realitate sunt modelările statistice sau chiar prin dinamică moleculară. Diferențierea dintre un mediu continuu și un mediu discret este dată de numărul Knudsen.
În mod uzual, ecuațiile Navier-Stokes sunt scrise pentru fluidele cunoscute sub numele de fluide newtoniene. Aceste fluide au tensiunile tangențiale dintre două straturi vecine proporționale cu viteza de deformare, coeficientul de proporționalitate μ numindu-se viscozitate. Desigur, există și fluide care nu au această proprietate, ele numindu-se fluide nenewtoniene, fluide la care legile dintre tensiunile tangențiale și viteza de deformare au forme neliniare.

## Deducere și descriere
Deducerea ecuațiilor Navier–Stokes începe prin aplicarea legii a doua a lui Newton (conservarea impulsului), lege scrisă pentru un volum de control arbitrar. Într-un sistem de referință inerțial, forma generală a ecuației unui fluid în mișcare este:
{\displaystyle \rho \left({\frac {\partial \mathbf {v} }{\partial t}}+\mathbf {v} \cdot \nabla \mathbf {v} \right)=-\nabla p+\nabla \cdot \mathbb {T} +\mathbf {f} }
în care, v este viteza fluidului, ρ densitatea, p presiunea, {\displaystyle \mathbb {T} \,} tensorul tensiunilor, f reprezintă forțele exterioare (pe unitatea de volum) care acționează asupra fluidului, iar {\displaystyle \nabla \,} este operatorul nabla. De fapt, această ecuație este aplicabilă oricărui mediu continuu nerelativist și este cunoscută ca ecuația impulsului Cauchy.
De multe ori ecuația se scrise folosind derivata substanțială, făcând-o mult mai asemănătoare cu legea a doua a lui Newton:
{\displaystyle \rho {\frac {D\mathbf {v} }{Dt}}=-\nabla p+\nabla \cdot \mathbb {T} +\mathbf {f} .}
Partea stângă a ecuației reprezintă accelerația, și poate fi compusă din efecte dependente de timp și convective, sau, dacă sunt prezente, efectul coordonatelor neinerțiale. Partea dreaptă reprezintă suma tuturor forțelor care actionează asupra volumului de control, precum forța gravitațională, gradientul de presiune și tensorul tensiunilor.

### Accelerația convectivă
O caracteristică semnificativă a ecuației Navier-Stokes este prezența accelerației convective, dependentă de coordonate și independentă de timp, reprezentată de cantitatea neliniară:
{\displaystyle \mathbf {v} \cdot \nabla \mathbf {v} ,}
care poate fi interpretată ca {\displaystyle (\mathbf {v} \cdot \nabla )\,\mathbf {v} } sau ca {\displaystyle \mathbf {v} \cdot (\nabla \mathbf {v} )\,}, în care {\displaystyle \nabla \mathbf {v} \,} este derivata tensorială a vectorului viteză {\displaystyle \mathbf {v} }. Ambele interpretări dau același rezultat, independent de sistemul de coordonate, arătând că {\displaystyle \nabla \,} este interpretat ca o derivată covariantă.

#### Interpretată ca (v•∇)v
Termenul convectiv se scrie adesea sub forma:
{\displaystyle (\mathbf {v} \cdot \nabla )\mathbf {v} ,}
în care se folosește operatorul advectiv {\displaystyle \left(\mathbf {v} \cdot \nabla \right)}. Uzual este preferată această reprezentare deoarece este mai simplă decât cea în termenii derivatei tensoriale {\displaystyle \nabla \mathbf {v} .}

#### Interpretată ca v•(∇v)
Aici {\displaystyle \nabla \mathbf {v} } este derivata tensorală a vectorului viteză, egală în coordonate carteziene cu componentele gradientului pe cele trei direcții. Termenul convectiv mai poate fi exprimat fară ajutorul derivatei tensoriale, și anume, direct prin folosirea identitaților calculului vectorial:
{\displaystyle \mathbf {v} \cdot \nabla \mathbf {v} =\nabla \left({\frac {\|\mathbf {v} \|^{2}}{2}}\right)+\left(\nabla \times \mathbf {v} \right)\times \mathbf {v} .}
Această formă este folosită în special în curgerea irotațională, în care rotorul vitezei, numit și vorticitate, este egal cu zero, adică {\displaystyle \omega =\nabla \times \mathbf {v} =0\,}.
Dar, indiferent în ce fel de fluid este tratată, accelerația convectivă apare ca un efect de neliniaritate asupra curgerii fluidului. Accelerația convectivă este prezentă în majoritatea curgerii fluidelor, cu excepția curgerilor incompresibile unidimensionale, dar efectul său dinamic este luat în considerație în curgerile lente, numite și curgeri Stokes.

### Tensiunile
Efectul tensiunii într-un fluid este dat de termenii {\displaystyle \nabla p\,} și {\displaystyle \nabla \cdot \mathbb {T} \,}, care reprezintă gradienții forțelor de suprafață, similari cu tensiunile dintr-un solid. {\displaystyle \nabla p\,} se numește gradientul presiunii și derivă din partea izotropă a tensorului tensiunilor, dată în toate situațiile de tensiunea normală la suprafața volumului de lucru considerat. {\displaystyle \nabla \cdot \mathbb {T} \,} este partea anizotropă a tensorului tensiunilor, care convențional descrie forțele de frecare. Pentru fluidele incompresibile reprezintă numai efectul de forfecare. Astfel, {\displaystyle \mathbb {T} \,} este tensorul tensiunilor viscoase, sau deviator, iar tensorul tensiunilor este dat de ecuația:
{\displaystyle \sigma =-p\mathbb {I} +\mathbb {T} }
unde {\displaystyle \mathbb {I} \,} este matricea identitate 3×3. Interesant este faptul că, în această ecuație apare doar gradientul presiunii, nu și presiunea. Efectul gradientului de presiune arată că fluidul curge de la presiune ridicată către presiune scazută.
Termenii p și {\displaystyle \scriptstyle \mathbb {T} } nu sunt cunoscuți și din acest motiv ecuațiile de miscare în forma generală nu pot fi folosite pentru rezolvarea problemelor. Deci, în afară de ecuațiile de mișcare avem nevoie de un model care să cupleze tensiunea la mișcarea fluidului. O astfel de relație se numește relație constitutivă. În acest scop, s-au făcut diverse ipoteze în ceea ce privește comportarea specifică a fluidului, ipoteze bazate pe observatii naturale și aplicate în scopul specificării tensiunilor în termenii variabilelor fluidului, precum viteză și densitate.
Ecuațiile Navier-Stokes rezultă din următoarele ipoteze asupra tensorului tensiunilor viscoase {\displaystyle \mathbb {T} }:
- tensiunile viscoase dispar pentru fluidele care sunt în repaus, iar datorită invarianței galileene acestea nu depind direct de viteza fluidului, ci numai de derivatele spațiale ale vitezei fluidului.
- în ecuațiile Navier–Stokes, tensiunile viscoase sunt exprimate ca produs al gradientului tensorului {\displaystyle \nabla \mathbf {v} } al vitezei fluidului cu tensorul de viscozitate {\displaystyle \mathbb {A} }, adică: {\displaystyle \mathbb {T} =\mathbb {A} \left(\nabla \mathbf {v} \right)}.
- fluidul este presupus a fi izotrop, ipoteză valabilă pentru gaze și lichide, în acest caz {\displaystyle \mathbb {A} } fiind un tensor izotrop; mai mult, deoarece tensorul tensiunile viscoase este simetric, rezultă că poate fi exprimat în termenii a doi scalari ai viscozității dinamice μ și μ":

{\displaystyle \mathbb {T} =2\mu \mathbb {E} +\mu ''\Delta \mathbb {I} }
în care
{\displaystyle \Delta =\nabla \cdot \mathbf {v} }, este divergența, care exprimă viteza de expansiune a fluidului, iar
{\displaystyle \mathbb {E} ={\tfrac {1}{2}}\left(\nabla \mathbf {v} \right)+{\tfrac {1}{2}}\left(\nabla \mathbf {v} \right)^{\text{T}}}, tensorul vitezei de deformare
- tensorul tensiunile viscoase are urma egală cu zero, astfel încât, pentru un fluid tridimensional avem 2μ + 3μ" = 0.

În final, tensorul tensiunile viscoase al ecuațiilor Navier-Stokes are următoarea formă:
{\displaystyle \mathbb {T} =2\mu \left(\mathbb {E} -{\tfrac {1}{3}}\Delta \mathbb {I} \right),}
în care, cantitatea dintre paranteze exprimă partea neizentropică a tensorului vitezei de deformare {\displaystyle \mathbb {E} }. Viscozitatea dinamică μ nu este constantă în general, ea depinzând de condițiile de lucru precum temperatură și presiune, sau în modelarea curgerilor turbulente depinzând de conceptul de curgere turbulentă viscoasă folosit la aproximarea tensiunii medii a viscozității. 
Presiunea p este modelată folosind una  din ecuațiile de stare existente. În cazul special al fluidelor incompresibile, presiunea constrânge fluidul în așa fel încât volumul elementului de fluid rămâne constant, rezultând o curgere izocoră într-un câmp de viteze solenoidal, în care {\displaystyle \nabla \cdot \mathbf {v} =0.}

### Alte forțe
Câmpul vectorial f reprezintă "alte" forțe. Tipic această forță este numai gravitația, dar pot fi incluse și alte câmpuri, precum cele electromagnetice. Într-un sistem de coordonate neinerțial, pot fi introduse alte forțe precum cele asociate cu mișcările relative.
Adesea, aceste forțe pot fi reprezentate drept gradientul unei mărimi scalare. De exemplu gravitația, are direcția z și este reprezentată drept gradientul funcției U = -ρgz. Deoarece și presiunea apare în ecuație prin gradientul ei, putem rezolva problema fără a adăuga explicit aceste forțe, ci numai prin simpla modificare corespunzătoare a presiunii.

### Alte ecuații
Ecuațiile Navier-Stokes exprimă strict legea de conservare a impulsului. În scopul descrierii totale a curgerii fluidului, avem nevoie de mai multe informații (care depind de ipotezele pe care le facem). Aceste informații pot include condițiile la limită, conservarea masei, conservarea energiei, sau o ecuație de stare.
În ceea ce privesc ipotezele scurgerii fluidului, conservarea masei este absolut necesară. Acest lucru se realizează prin adăugarea ecuației de continuitate a masei, dată în forma cea mai generală de ecuația:
{\displaystyle {\frac {\partial \rho }{\partial t}}+\nabla \cdot (\rho \mathbf {v} )=0}
sau, folosind derivata substanțială:
{\displaystyle {\frac {D\rho }{Dt}}+\rho (\nabla \cdot \mathbf {v} )=0.}

## Fluide incompresibile Newtoniene
O simplificare a ecuației Navier-Stokes se obține când fluidul este considerat fluid incompresibil Newtonian. Ipoteza incompresibilității exclude apariția undelor de șoc, viteza fiind mult mai mică decât viteza sunetului. Dacă viteza fluidului se apropie de viteza sunetului, atunci apar fenomene de compresibilitate, iar ipoteza simplificatoare de incompresibilitate nu mai este valabilă.
În general, fluidele incompresibile sunt considerate acele fluide la care numărul Mach este mai mic de 0.3. În această ipoteză se presupune că viscozitatea dinamică μ și densitatea ρ sunt constante, iar ecuația Navier-Stokes în formă vectorială se scrie: 
{\displaystyle \rho \left({\frac {\partial \mathbf {v} }{\partial t}}+\mathbf {v} \cdot \nabla \mathbf {v} \right)=-\nabla p+\mu \nabla ^{2}\mathbf {v} +\mathbf {f} .}
în care, f reprezintă „alte” forțe, precum gravitația sau forțe centrifuge. Termenul tensiunii de forfecare {\displaystyle \scriptstyle \nabla \mathbb {T} } devine în cazul fluidului incompresibil și Newtonian {\displaystyle \scriptstyle \mu \nabla ^{2}\mathbf {v} }.
Pentru a pune în evidență sensul fiecărui termen să comparăm ecuația de mai sus cu ecuația impulsului a lui Cauchy:
{\displaystyle \overbrace {\rho {\Big (}\underbrace {\frac {\partial \mathbf {v} }{\partial t}} _{\begin{smallmatrix}{\text{Acceleratie}}\\{\text{nestationara}}\end{smallmatrix}}+\underbrace {\mathbf {v} \cdot \nabla \mathbf {v} } _{\begin{smallmatrix}{\text{Acceleratia}}\\{\text{convectiva}}\end{smallmatrix}}{\Big )}} ^{\text{Inertia (per volum)}}=\overbrace {\underbrace {-\nabla p} _{\begin{smallmatrix}{\text{Gradientul}}\\{\text{presiunii}}\end{smallmatrix}}+\underbrace {\mu \nabla ^{2}\mathbf {v} } _{\text{Viscozitate}}} ^{\text{Divergenta tensiunii}}+\underbrace {\mathbf {f} } _{\begin{smallmatrix}{\text{Alte}}\\{\text{forte}}\end{smallmatrix}}.}
De notat că doar termenul corespunzător accelerației convective este neliniar pentru fluid incompresibil Newtonian. Accelerația convectivă este o accelerația cauzată de o schimbare a direcției vitezei, de exemplu, accelerarea fluidului care intră într-o duză convergentă. Deși individual elementele de fluid sunt accelerate și prin urmare sunt în mișcare instabilă, câmpul de viteze nu este neapărat dependent de timp.
O altă observație importantă este că, viscozitatea este reprezentată de Laplacianul vectorial al unui câmp de viteze, aici, interpretat ca diferența dintre viteza dintr-un punct și valoarea medie a vitezei volumului înconjurător. Acest lucru arată că viscozitatea Newtoniană este un transfer de impuls, care lucrează cam în același fel ca transferul de căldură din ecuația transferului de căldură, care de asemenea implică Lapacianul.
Dacă efectul temperaturii este de asemenea neglijabil, pentru a rezolva problema mai avem nevoie de o ecuație, aceasta fiind ecuația de continuitate a masei. În ipoteza fluidului incompresibil staționar, densitatea este constantă, iar ecuația de continuitate se scrie:
{\displaystyle \nabla \cdot \mathbf {v} =0.}
Aceste ecuații se scriu în mod uzual în 3 sisteme de coordonate: cartezian, cilindric și sferic. Deoarece ecuațiile Navier-Stokes sunt ecuații vectoriale, însemnă că scrierea lor în diversele sisteme de coordonate nu mai este la fel de simplă ca scrierea unor ecuații scalare, precum cea a transferului de căldură.

### Coordonate Carteziene
Scrierea explicită a sistemului Navier-Stokes, cu notațiile uzuale {\displaystyle u\,}, {\displaystyle v\,} și {\displaystyle w\,}, pentru componentele vitezei pe cele trei direcții, este următoarea:
{\displaystyle \rho \left({\frac {\partial u}{\partial t}}+u{\frac {\partial u}{\partial x}}+v{\frac {\partial u}{\partial y}}+w{\frac {\partial u}{\partial z}}\right)=-{\frac {\partial p}{\partial x}}+\mu \left({\frac {\partial ^{2}u}{\partial x^{2}}}+{\frac {\partial ^{2}u}{\partial y^{2}}}+{\frac {\partial ^{2}u}{\partial z^{2}}}\right)+\rho g_{x}}
{\displaystyle \rho \left({\frac {\partial v}{\partial t}}+u{\frac {\partial v}{\partial x}}+v{\frac {\partial v}{\partial y}}+w{\frac {\partial v}{\partial z}}\right)=-{\frac {\partial p}{\partial y}}+\mu \left({\frac {\partial ^{2}v}{\partial x^{2}}}+{\frac {\partial ^{2}v}{\partial y^{2}}}+{\frac {\partial ^{2}v}{\partial z^{2}}}\right)+\rho g_{y}}
{\displaystyle \rho \left({\frac {\partial w}{\partial t}}+u{\frac {\partial w}{\partial x}}+v{\frac {\partial w}{\partial y}}+w{\frac {\partial w}{\partial z}}\right)=-{\frac {\partial p}{\partial z}}+\mu \left({\frac {\partial ^{2}w}{\partial x^{2}}}+{\frac {\partial ^{2}w}{\partial y^{2}}}+{\frac {\partial ^{2}w}{\partial z^{2}}}\right)+\rho g_{z}.}
De notat că gravitația a fost considerată ca forță, deci, în general vom avea trei proiecții ale ei pe cele trei direcții ale sistemului de coordonate ales, adică {\displaystyle g_{x},g_{y},g_{z}\,}.
Ecuația de continuitate se scrie:
{\displaystyle {\partial \rho  \over \partial t}+{\partial (\rho u) \over \partial x}+{\partial (\rho v) \over \partial y}+{\partial (\rho w) \over \partial z}=0.}
Când mișcarea este staționară (nu depinde de timp), ecuația de continuitate se scrie:
{\displaystyle {\partial (\rho u) \over \partial x}+{\partial (\rho v) \over \partial y}+{\partial (\rho w) \over \partial z}=0.}
Pentru fluide incompresibile densitatea fiind constantă, ecuația de continuitate se scrie:
{\displaystyle {\partial u \over \partial x}+{\partial v \over \partial y}+{\partial w \over \partial z}=0.}
Această formă a sistemului celor patru ecuații este cea mai comună pentru studiul mișcarii fluidelor. Soluția sistemului este în general greu de găsit, deoarece rămâne un sistem neliniar cu derivate diferențiale parțiale. S-au găsit soluții pentru curgeri uni și bidimensionale, dar pentru cazul tridimensional nu se cunosc.

### Coordonate cilindrice
În sistemul cilindric, adică în variabilele {\displaystyle r,\phi \,} și {\displaystyle z\,}, sistemul Navier-Stokes se scrie:
{\displaystyle r:\;\;\rho \left({\frac {\partial u_{r}}{\partial t}}+u_{r}{\frac {\partial u_{r}}{\partial r}}+{\frac {u_{\phi }}{r}}{\frac {\partial u_{r}}{\partial \phi }}+u_{z}{\frac {\partial u_{r}}{\partial z}}-{\frac {u_{\phi }^{2}}{r}}\right)=-{\frac {\partial p}{\partial r}}+\mu \left[{\frac {1}{r}}{\frac {\partial }{\partial r}}\left(r{\frac {\partial u_{r}}{\partial r}}\right)+{\frac {1}{r^{2}}}{\frac {\partial ^{2}u_{r}}{\partial \phi ^{2}}}+{\frac {\partial ^{2}u_{r}}{\partial z^{2}}}-{\frac {u_{r}}{r^{2}}}-{\frac {2}{r^{2}}}{\frac {\partial u_{\phi }}{\partial \phi }}\right]+\rho g_{r}}
{\displaystyle \phi :\;\;\rho \left({\frac {\partial u_{\phi }}{\partial t}}+u_{r}{\frac {\partial u_{\phi }}{\partial r}}+{\frac {u_{\phi }}{r}}{\frac {\partial u_{\phi }}{\partial \phi }}+u_{z}{\frac {\partial u_{\phi }}{\partial z}}+{\frac {u_{r}u_{\phi }}{r}}\right)=-{\frac {1}{r}}{\frac {\partial p}{\partial \phi }}+\mu \left[{\frac {1}{r}}{\frac {\partial }{\partial r}}\left(r{\frac {\partial u_{\phi }}{\partial r}}\right)+{\frac {1}{r^{2}}}{\frac {\partial ^{2}u_{\phi }}{\partial \phi ^{2}}}+{\frac {\partial ^{2}u_{\phi }}{\partial z^{2}}}+{\frac {2}{r^{2}}}{\frac {\partial u_{r}}{\partial \phi }}-{\frac {u_{\phi }}{r^{2}}}\right]+\rho g_{\phi }}
{\displaystyle z:\;\;\rho \left({\frac {\partial u_{z}}{\partial t}}+u_{r}{\frac {\partial u_{z}}{\partial r}}+{\frac {u_{\phi }}{r}}{\frac {\partial u_{z}}{\partial \phi }}+u_{z}{\frac {\partial u_{z}}{\partial z}}\right)=-{\frac {\partial p}{\partial z}}+\mu \left[{\frac {1}{r}}{\frac {\partial }{\partial r}}\left(r{\frac {\partial u_{z}}{\partial r}}\right)+{\frac {1}{r^{2}}}{\frac {\partial ^{2}u_{z}}{\partial \phi ^{2}}}+{\frac {\partial ^{2}u_{z}}{\partial z^{2}}}\right]+\rho g_{z}.}
Ecuația de continuitate devine:
{\displaystyle {\frac {1}{r}}{\frac {\partial }{\partial r}}\left(ru_{r}\right)+{\frac {1}{r}}{\frac {\partial u_{\phi }}{\partial \phi }}+{\frac {\partial u_{z}}{\partial z}}=0.}
Reprezentarea în coordonate cilindrice se face în unele cazuri datorită avantajului simetriei, deoarece unele componenete ale vitezei dispar. Un caz foarte comun este cel al scurgerii axial simetrice, caz în care se presupune că viteza tangențială este zero {\displaystyle \left(u_{\phi }=0\right)\,}), mărimile rămase fiind independente de {\displaystyle \phi \,}, rezultând sistemul:
{\displaystyle \rho \left({\frac {\partial u_{r}}{\partial t}}+u_{r}{\frac {\partial u_{r}}{\partial r}}+u_{z}{\frac {\partial u_{r}}{\partial z}}\right)=-{\frac {\partial p}{\partial r}}+\mu \left[{\frac {1}{r}}{\frac {\partial }{\partial r}}\left(r{\frac {\partial u_{r}}{\partial r}}\right)+{\frac {\partial ^{2}u_{r}}{\partial z^{2}}}-{\frac {u_{r}}{r^{2}}}\right]+\rho g_{r}}
{\displaystyle \rho \left({\frac {\partial u_{z}}{\partial t}}+u_{r}{\frac {\partial u_{z}}{\partial r}}+u_{z}{\frac {\partial u_{z}}{\partial z}}\right)=-{\frac {\partial p}{\partial z}}+\mu \left[{\frac {1}{r}}{\frac {\partial }{\partial r}}\left(r{\frac {\partial u_{z}}{\partial r}}\right)+{\frac {\partial ^{2}u_{z}}{\partial z^{2}}}\right]+\rho g_{z}}
{\displaystyle {\frac {1}{r}}{\frac {\partial }{\partial r}}\left(ru_{r}\right)+{\frac {\partial u_{z}}{\partial z}}=0.}

### Coordonate sferice
În coordonate sferice variabilele sunt: {\displaystyle r,\theta \,} și {\displaystyle \phi \,}, {\displaystyle \theta \,} se mai numește și colatitudine. Ecuațiile Navier-Stokes capătă forma:
{\displaystyle \rho \left({\frac {\partial u_{r}}{\partial t}}+u_{r}{\frac {\partial u_{r}}{\partial r}}+{\frac {u_{\phi }}{r\sin(\theta )}}{\frac {\partial u_{r}}{\partial \phi }}+{\frac {u_{\theta }}{r}}{\frac {\partial u_{r}}{\partial \theta }}-{\frac {u_{\phi }^{2}+u_{\theta }^{2}}{r}}\right)=-{\frac {\partial p}{\partial r}}+\rho g_{r}}
{\displaystyle +\;\mu \left[{\frac {1}{r^{2}}}{\frac {\partial }{\partial r}}\left(r^{2}{\frac {\partial u_{r}}{\partial r}}\right)+{\frac {1}{r^{2}\sin(\theta )^{2}}}{\frac {\partial ^{2}u_{r}}{\partial \phi ^{2}}}+{\frac {1}{r^{2}\sin(\theta )}}{\frac {\partial }{\partial \theta }}\left(\sin(\theta ){\frac {\partial u_{r}}{\partial \theta }}\right)-2{\frac {u_{r}+{\frac {\partial u_{\theta }}{\partial \theta }}+u_{\theta }\cot(\theta )}{r^{2}}}+{\frac {2}{r^{2}\sin(\theta )}}{\frac {\partial u_{\phi }}{\partial \phi }}\right]}
{\displaystyle \rho \left({\frac {\partial u_{\phi }}{\partial t}}+u_{r}{\frac {\partial u_{\phi }}{\partial r}}+{\frac {u_{\phi }}{r\sin(\theta )}}{\frac {\partial u_{\phi }}{\partial \phi }}+{\frac {u_{\theta }}{r}}{\frac {\partial u_{\phi }}{\partial \theta }}+{\frac {u_{r}u_{\phi }+u_{\phi }u_{\theta }\cot(\theta )}{r}}\right)=-{\frac {1}{r\sin(\theta )}}{\frac {\partial p}{\partial \phi }}+\rho g_{\phi }}
{\displaystyle +\;\mu \left[{\frac {1}{r^{2}}}{\frac {\partial }{\partial r}}\left(r^{2}{\frac {\partial u_{\phi }}{\partial r}}\right)+{\frac {1}{r^{2}\sin(\theta )^{2}}}{\frac {\partial ^{2}u_{\phi }}{\partial \phi ^{2}}}+{\frac {1}{r^{2}\sin(\theta )}}{\frac {\partial }{\partial \theta }}\left(\sin(\theta ){\frac {\partial u_{\phi }}{\partial \theta }}\right)+{\frac {2{\frac {\partial u_{r}}{\partial \phi }}+2\cos(\theta ){\frac {\partial u_{\theta }}{\partial \phi }}-u_{\phi }}{r^{2}\sin(\theta )^{2}}}\right]}
{\displaystyle \rho \left({\frac {\partial u_{\theta }}{\partial t}}+u_{r}{\frac {\partial u_{\theta }}{\partial r}}+{\frac {u_{\phi }}{r\sin(\theta )}}{\frac {\partial u_{\theta }}{\partial \phi }}+{\frac {u_{\theta }}{r}}{\frac {\partial u_{\theta }}{\partial \theta }}+{\frac {u_{r}u_{\theta }-u_{\phi }^{2}\cot(\theta )}{r}}\right)=-{\frac {1}{r}}{\frac {\partial p}{\partial \theta }}+\rho g_{\theta }}
{\displaystyle +\;\mu \left[{\frac {1}{r^{2}}}{\frac {\partial }{\partial r}}\left(r^{2}{\frac {\partial u_{\theta }}{\partial r}}\right)+{\frac {1}{r^{2}\sin(\theta )^{2}}}{\frac {\partial ^{2}u_{\theta }}{\partial \phi ^{2}}}+{\frac {1}{r^{2}\sin(\theta )}}{\frac {\partial }{\partial \theta }}\left(\sin(\theta ){\frac {\partial u_{\theta }}{\partial \theta }}\right)+{\frac {2}{r^{2}}}{\frac {\partial u_{r}}{\partial \theta }}-{\frac {u_{\theta }+2\cos(\theta ){\frac {\partial u_{\phi }}{\partial \phi }}}{r^{2}\sin(\theta )^{2}}}\right]}
Ecuația de continuitate se scrie:
{\displaystyle {\frac {1}{r^{2}}}{\frac {\partial }{\partial r}}\left(r^{2}u_{r}\right)+{\frac {1}{r\sin(\theta )}}{\frac {\partial u_{\phi }}{\partial \phi }}+{\frac {1}{r\sin(\theta )}}{\frac {\partial }{\partial \theta }}\left(\sin(\theta )u_{\theta }\right)=0.}

### Funcția de curent
Dacă asupra ecuației Navier-Stokes se aplică rotorul, rezultatul este eliminarea presiunii. Acest lucru este ușor de făcut în cazul bidimensional, în care se presupune că {\displaystyle w=0\,}, iar funcțiile rămase nu depind de z. În acest caz, sistemul se reduce la:
{\displaystyle \rho \left({\frac {\partial u}{\partial t}}+u{\frac {\partial u}{\partial x}}+v{\frac {\partial u}{\partial y}}\right)=-{\frac {\partial p}{\partial x}}+\mu \left({\frac {\partial ^{2}u}{\partial x^{2}}}+{\frac {\partial ^{2}u}{\partial y^{2}}}\right)+\rho g_{x}}
{\displaystyle \rho \left({\frac {\partial v}{\partial t}}+u{\frac {\partial v}{\partial x}}+v{\frac {\partial v}{\partial y}}\right)=-{\frac {\partial p}{\partial y}}+\mu \left({\frac {\partial ^{2}v}{\partial x^{2}}}+{\frac {\partial ^{2}v}{\partial y^{2}}}\right)+\rho g_{y}.}
Diferențiind prima ecuație în funcție de y, a doua în funcție de x și scăzându-le, obținem o ecuație în care presiunea este eliminată, precum și orice forță potențială. Definind funcția de curent {\displaystyle \psi \,} prin:
{\displaystyle u={\frac {\partial \psi }{\partial y}}\quad ;\quad v=-{\frac {\partial \psi }{\partial x}}}
ecuația de continuitate este satisfăcută necondiționat, astfel că sistemul Navier-Stokes în cazul 2D incompresibil se reduce la o singură ecuație:
{\displaystyle {\frac {\partial }{\partial t}}\left(\nabla ^{2}\psi \right)+{\frac {\partial \psi }{\partial y}}{\frac {\partial }{\partial x}}\left(\nabla ^{2}\psi \right)-{\frac {\partial \psi }{\partial x}}{\frac {\partial }{\partial y}}\left(\nabla ^{2}\psi \right)=\nu \nabla ^{4}\psi }
în care {\displaystyle \nabla ^{4}\,} este operatorul biarmonic, iar {\displaystyle \nu ={\frac {\mu }{\rho }}} este viscozitatea cinematică. Acestă ecuație împreună cu condițiile la limită descriu curgerea bidimensională a fluidului, în care viscozitatea cinematică este un parametru cunoscut. De notat că, ecuația pentru cugerile lente rezultă atunci când partea sângă a sistemului este presupusă a fi zero.
În curgerile axial simetrice se folosește altă funcție numită funcția de curgere Stokes, pentru a determina componentele vitezei din curgerea incompresibilă, funcția fiind tot scalară.

## Fluide Newtoniene compresibile
Apropierea vitezei fluidului de viteza sunetului are ca efect principal apariția compresibilității fluidului. Descrierea acestui fenomen conduce la o formă mai complicată a ecuațiilor Navier-Stokes. Dacă se presupune că viscozitatea μ este constantă, fluidul fiind Newtonian, ecuațiile Navier-Stokes capătă forma:
{\displaystyle \rho \left({\frac {\partial \mathbf {v} }{\partial t}}+\mathbf {v} \cdot \nabla \mathbf {v} \right)=-\nabla p+\mu \nabla ^{2}\mathbf {v} +\left({\tfrac {1}{3}}\mu +\mu ^{v})\nabla (\nabla \cdot \mathbf {v} \right)+\mathbf {f} }
în  care, {\displaystyle \mu ^{v}\,} este coeficientul de viscozitate volumică, cunoscut și sub numele de al doilea coeficient de viscozitate. 
De data aceasta, problema mișcării mecanice nu mai poate fi trată separat de cea a câmpului de temperaturi, deoarece densitatea ρ a fluidului depinde de temperatură prin intermediul ecuației de stare și a ecuației energiei. Ecuația energiei în acest caz se scrie:
{\displaystyle \rho {\frac {de}{dt}}=\nabla \left(k\nabla T\right)-p\nabla \mathbf {V} +{\boldsymbol {\Phi }}}
în  care, e este energia unui element de fluid, k coeficientul de transmisibilitate a căldurii, T temperatura, iar Φ funcția de disipare, care vectorial se scrie:
{\displaystyle {\boldsymbol {\Phi }}=\mu \left[(\nabla \times \mathbf {V} )^{2}+\Delta V^{2}-2\nabla (\mathbf {V} \times (\nabla \times \mathbf {V} ))-2\mathbf {V} \nabla (\nabla \mathbf {V} )\right]+\lambda (\nabla \mathbf {V} )^{2}}
în  care λ = -2μ/3 + μ″. Această formă vectorială este utilă pentru exprimarea funcției de disipare și în alte sisteme de coordonate.

## Aplicații
Ecuațiile Navier-Stokes, chiar și atunci când sunt scrise în mod explicit pentru aplicații specifice, sunt mai degrabă de natură generică și aplicarea lor corespunzătoare la probleme specifice poate fi foarte diversă. Acest lucru se datorează, în special, existenței unei varietăți enorme de probleme care pot fi modelate cu ajutorul acestor ecuații, variind de la cele simple, precum distribuția de presiune statică, la cele complicate, precum curgerea multifazică guvernată de tensiunea superficială.
În general, aplicațiile la probleme specifice de curgere încep cu câteva ipoteze, care simplifică problema,  la care se adaugă condiții inițiale sau condiții la limită, și care pot fi urmate de o eventuală analiză la scară. De exemplu, presupunem că avem două placi paralele printre care curge un fluid în mișcare paralelă staționară, unidimensoinală, neconvectivă. Condițiile la limită în acest caz sunt:
{\displaystyle {\frac {d^{2}u}{dy^{2}}}=-1\quad ;\quad u(0)=u(1)=0.}
Această problemă se rezolvă ușor cu ajutorul câmpului de viteze:
{\displaystyle u(y)={\frac {y-y^{2}}{2}}.}
Mergând mai departe, se pot obține ușor și alte cantitați de interes, precum presiunea sau forța de rezistența.
Dificultăți pot apărea atunci când problema devine puțin mai complicată. O răsucire aparent modestă a fluxului paralel de mai sus creează un flux radial între plăci paralele. Acest lucru implică convecție și neliniaritate. Câmpul de viteze poate fi reprezentat de o funcție f(z), care trebuie să  îndeplinească condițiile:
{\displaystyle {\frac {d^{2}f}{dz^{2}}}+Rf^{2}=-1\quad ;\quad f(-1)=f(1)=0.}
R fiind numărul lui Reynolds. Termenul neliniar al ecuației face ca problema să fie foarte greu de rezolvat analitic, soluția implicând integrale eliptice și rădăcinile polinomului cubic. Probleme cu existența soluțiilor reale ale polinomului cubic apar pentru R > 1.41. Acesta este un exemplu în care ipotezele curgerii își pierd aplicabilitatea lor, precum și un exemplu al dificultăților înâmpinate la numere Reynolds mari.

### Soluții exacte ale ecuațiilor Navier–Stokes
Există doar câteva cazuri în care avem soluții exacte ale ecuațiilor Navier-Stokes. Aceste sunt: curgere Couette, curgere Poiseuille și stratul limită Stokes oscilator, cazuri în care termenul neliniar este zero. De asemenea avem soluții si pentru cazul în care termenul neliniar există, unul din acestea fiind vârtejul Taylor–Green.
De notat că existența acestei soluții exacte nu implică și stabilitatea ei, turbulența putându-se dezvolta pentru numere Reynolds mari.
Ca exemplu se poate da cazul în care fluidul este incompresibil și staționar, curgerea făcându-se într-un domeniu plan bidimensional nemărginit, în coordonatele polare {\displaystyle (r,\phi )\,}, având soluția:
{\displaystyle u_{r}={\frac {A}{r}},\qquad u_{\phi }=B({\frac {1}{r}}-r^{\left(A/\nu +1\right)})}
{\displaystyle p=-{\frac {A^{2}+B^{2}}{2r^{2}}}-{\frac {2B^{2}\nu r^{\left(A/\nu \right)}}{A}}+{\frac {B^{2}r^{\left({\frac {2A}{\nu }}+2\right)}}{{\frac {2A}{\nu }}+2}}}
{\displaystyle (u_{r},u_{\phi })\,} fiind componentele vitezei, {\displaystyle p\,} presiunea, iar A și B două constante arbitrare. Această soluție este valabilă pentru {\displaystyle r\geq 1\,} și pentru {\displaystyle A<-2\nu \,}.